# Holoubek (rod)
Holoubek je český rodový název některých ptáků z čeledi holubovitých, zejména rodů:
1. Columbina Spix, 1825
  - Columbina buckleyi (P. L. Sclater & Salvin, 1877) – holoubek Buckleyův
  - Columbina cruziana (Prévost, 1842) – holoubek zlatozobý
  - Columbina cyanopis (Pelzeln, 1870) – holoubek modrooký
  - Columbina inca (Lesson, 1847) – holoubek inka (= holoubek incký)
  - Columbina minuta (Linnaeus, 1766) – holoubek malý
  - Columbina passerina (Linnaeus, 1758) – holoubek vrabčí
  - Columbina picui (Temminck, 1813) – holoubek pikui
  - Columbina squammata (Lesson, 1831) – holoubek šupinkový
  - Columbina talpacoti (Temminck, 1810) – holoubek skořicový
2. Geopelia Swainson, 1837
  - Geopelia cuneata (Latham, 1801) – holoubek diamantový
  - Geopelia humeralis (Temminck, 1821) – holoubek bronzovohřbetý (= holoubek rudokrký)
  - Geopelia maugeus (Temminck, 1811) – holoubek proužkoprsý
  - Geopelia placida Gould, 1844 – holoubek proužkokrký
  - Geopelia striata (Linnaeus, 1766) – holoubek vlnkovaný (= holoubek pruhovaný, holoubek žíhaný)
3. Metriopelia Bonaparte, 1855
  - Metriopelia aymara (Prévost, 1840) – holoubek argentinský
  - Metriopelia ceciliae (Lesson, 1845) – holoubek naholící
  - Metriopelia melanoptera (Molina, 1782) – holoubek černokřídlý
  - Metriopelia morenoi (Sharpe, 1902) – holoubek Morenův
4. Uropelia Bonaparte, 1855
  - Uropelia campestris (Spix, 1825) – holoubek pampový

Holoubek může být i synonymní název některých dalších druhů holubovitých:
- Chalcophaps indica (Linnaeus, 1758) – holub zelenokřídlý (= holoubek zelenokřídlý)
- Geophaps plumifera Gould, 1842 – holub křepelčí (= holoubek křepelčí)
- Geophaps scripta (Temminck, 1821) – holub písmenkový (= holoubek koroptví)
- Ocyphaps lophotes (Temminck, 1822) – holub chocholatý (= holoubek chocholatý)
- Oena capensis (Linnaeus, 1766) – hrdlička kapská (= holoubek kapský)
- Phaps histrionica (Gould, 1841) – holub harlekýn (= holoubek harlekýnský)
- Turtur afer (Linnaeus, 1766) – hrdlička modroskvrnná (= holoubek modroskvrnný)
- Turtur brehmeri (Hartlaub, 1865) – hrdlička modrohlavá (= holoubek Brehmerův)
- Turtur tympanistria (Temminck, 1809) – hrdlička bubínková (= holoubek tamborinský, holoubek tamburinový)
- Paraclaravis mondetoura salvini (Griscom, 1930) – holub hnědoprsý (= holoubek Bonapartův)